# Quintinita
La quintinita es un mineral de la clase de los minerales carbonatos y nitratos. Fue descubierta en 1992 en la mina Jacupiranga en Cajati, en el estado de São Paulo (Brasil), siendo nombrada así en honor de Quintin Wight, mineralogista canadiense.

## Características químicas
Es un carbonato hidratado con aniones adicionales hidroxilos y cationes de magnesio y aluminio.
Presenta dos politipos: quintinita-2H y quintinita-3T. Cuando fueron descubiertos se les consideró especies minerales distintas -designándoles con las claves IMA 1992-028 y IMA 1992-029, respectivamente-, el primero del sistema cristalino hexagonal y el segundo del sistema cristalino trigonal, pero a partir de 1998 pasan a ser considerados un único mineral con ambos politipos.

## Formación y yacimientos
Es un mineral raro de encontrar, apareciendo sólo en minas de Brasil, Canadá y Rusia.
Suele encontrarse asociado a otros minerales como: caresita o charmarita.